# أبقار مكناس السوداء المرقطة
أبقار مكناس السوداء المرقطة (بالفرنسية: Noir-pie de Meknès) هي سلالة أبقار محلية مغربية من أصل أروبي، ذات حجم صغير، ولون أسود مرقط بالأبيض.

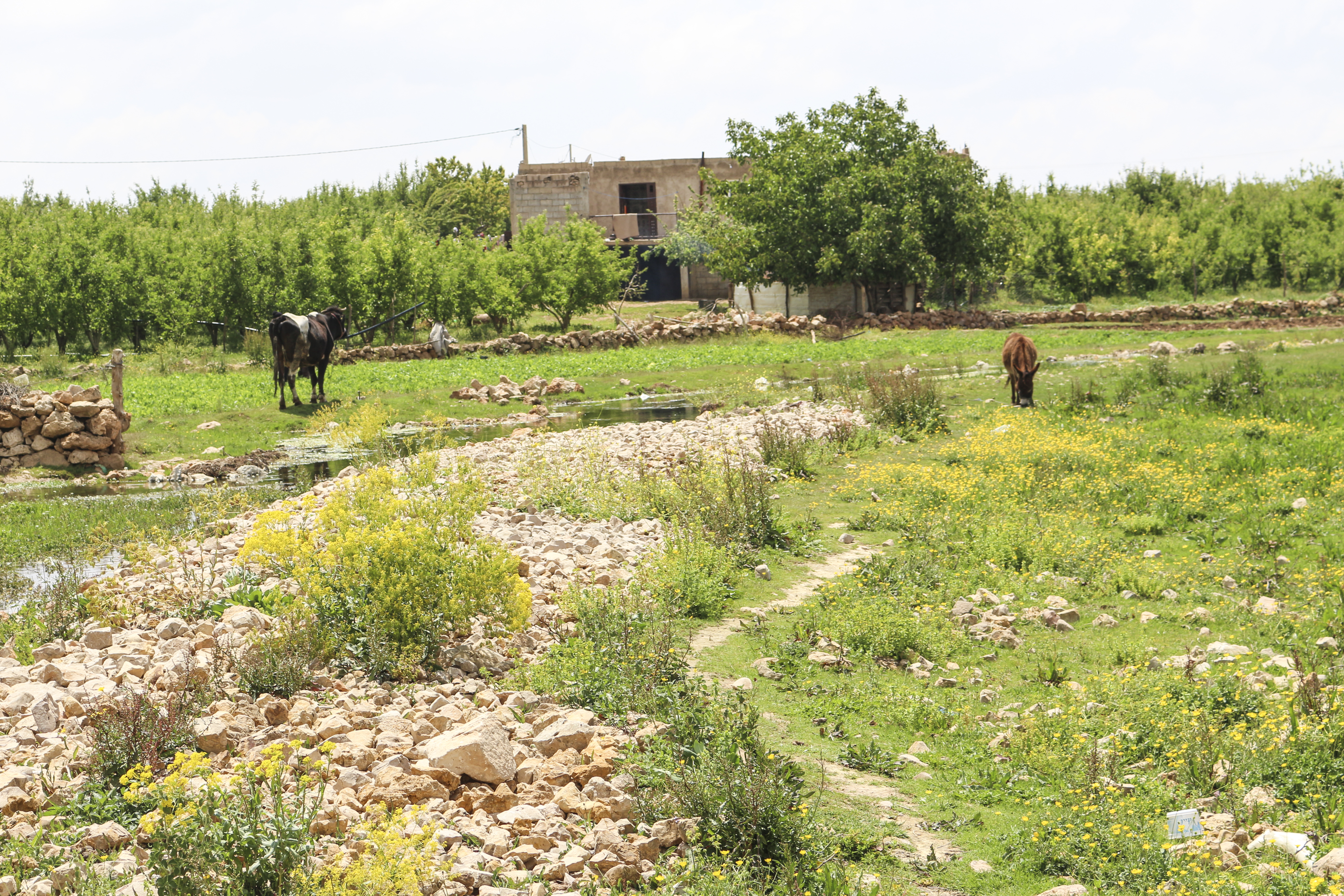
بقرة مكناس السوداء المرقطة قرب بحيرة الأميرة بالأطلس المتوسط

## التوزيع
تنتشر هذه السلالة أساسا بمدينة مكناس ونواحيها، كما تتوزع بشكل متفاوت على مناطق متفرقة من الأطلس الموسط بإقليم الحاجب وإفران وصفرو. 

## الوصف
هي سلالة صغيرة الحجم، ذات فراء أسود مرقّط، حيث يمتد اللون الأبيض عادة على نحو واسع في الجزء السفلي من الجسم، من بين الفخذين حتى الضرع، إذا تكون المنطقة الواقعة بين الفخذين والضرع بيضاء، تتخللها تصبغات دائرية صغيرة ذات لون أسود مائل للرمادي. أما الذيل، فيكون إما ذا لونين أبيض وأسود، أو أبيض بالكامل. وتتميز مؤخرة البقرة ببقعة بيضاء تأخذ شكلًا يشبه المعين، ويتراوح عرضها بين 8 إلى 10 سنتيمترات، وتمتد حتى قاعدة الذيل. القرون، والحوافر، والأغشية المخاطية ذات لون أسود مائل إلى الرمادي. الرأس متوسط القِصر، ذو جبهة مرتفعة نسبيًا، وملامح مستقيمة، مع تجاويف عينية (محاجر) بارزة قليلًا. القرون تتجه في البداية إلى الأمام، ثم ترتفع قليلًا عند الأطراف. الخطم (الأنف) دقيق، والعنق مسطّح إلى حد ما، واللغد (الجلد المترهل تحت الرقبة) غير متدلٍّ كثيرًا.  الصدر واسع جدًا، خصوصًا لدى الثور، والأضلاع مسطحة نسبيًا، والظهر مستقيم، والحوض عريض وواسع، أقرب ما يكون إلى الوضع الأفقي. الأطراف مستقيمة وثابتة، مرتفعة بعض الشيء، الجلد مرن ودقيق، وشعر الحيوان إما أسود فاحم أو أبيض نقي.
وزن الحيوان البالغ من هذه السلالة يتراوح بين 500 و525 كيلوغرامًا بالنسبة للثيران، وبين 350 و400 كيلوغرام بالنسبة للأبقار.

## التربية
يفضل مربو الأبقار المحليون هذه السلالة ويحرصون على الاحتفاظ بها، خاصة منها الأبقار السوداء ذات البقع البيضاء الصغيرة.

## الإنتاج
تنتج أبقار مكناس السوداء المرقطة حوالي 6 لترات من الحليب الغني جدا بالدهون بعد الولادة، ويتطلب الأمر من 18 إلى 25 لترًا لإنتاج كيلوغرام واحد من الزبدة. وهي نتيجة جيدة مقارنة صغر حجم اهذه السلالة وغياب رعاية خاصة بها. تغلب على هذه السلالة الصفات اللبنية، حيث أن الأوردة الثديية متطورة للغاية، وغالبًا ما تمتلك ستّ حلمات.

## التطور
تم استيراد هذه السلالة بداية من أروبا خلال القربن 19، قبل أن تطور صفاتها الخاصة بمنطقة مكناس مثل القدرة على التكيف مع البيئة القاسية والقدرة على التحمل، والتعود على التربة الأفريقية والنباتات والمناخ، ومقاومة مرض السل، والمقاومة الاستثنائية للبكتيريا والأمراض المحلية، والتي غالبا ما تكون قاتلة للسلالات الأروبية المستوردة إلى المغرب.